# جاش استریکلند
جاش استریکلند (انگلیسی: Josh Strickland؛ زادهٔ ۲۳ اکتبر ۱۹۸۳) یک هنرپیشه، نوازنده، و خواننده اهل ایالات متحده آمریکا است.